# Аргімпаса
Артімпаса також Аргімпаса (дав.-гр. Αρτιμπασα, трансліт. Artimpasa; лат. Artimpasa) — у скіфській міфології одна з богинь скіфського пантеону, скіфська Афродіта, відома з «Мельпомени» Геродота (IV, 59).

## Ім'я
Перший елемент імені Артімпаса походить від імені іранської богині 𐬀𐬭𐬙𐬌 (Arti), тоді як другий елемент був пов'язаний з термінами paya, що означає «пасовище», і pati, що означає «володар», обидва походять від спільного кореня. 
Артімпасу часто помилково називають Аргімпаса (дав.-гр. Αργιμπασα, трансліт. Argimpasa; лат. Argimpasa) через писемні помилки.

## Історія
Ймовірно, що саме її зображали у скіфському одязі з дзеркалом у руці — символом сонця, родючості й жіночого начала. Так вона виглядає на пластині від головного убору, знайденій у кургані поблизу с. Сахнівка на Черкащині.
Ця богиня є скіфським варіантом іранської богині Анахіти та вавилонської богині Іштар.